# Oberschlettenbach
Oberschlettenbach è un comune di 136 abitanti della Renania-Palatinato, in Germania.
Appartiene al circondario (Landkreis) della Weinstraße Meridionale (targa SÜW) ed è parte della comunità amministrativa (Verbandsgemeinde) di Bad Bergzabern.